# Ariocarpus furfuraceus
Ariocarpus furfuraceus es una especie del género Ariocarpus en la familia Cactaceae. Su hábitat es el Norte de México, estado de Coahuila.
Es considerado por algunos autores como un sinónimo de Ariocarpus retusus Scheidw.

## Descripción
Posee una gruesa raíz axonomorfa, con tallo prácticamente invisible, ya que las costillas se encuentran reemplazadas por largos tubérculos triangulares, dispuestos en espiral, los cuales forman una estructura globular y aplanada. Los tubérculos son gris claro, a veces de color verde pálido azulado; son muy acuminados y comprimidos; la superficie superior es callosa con pequeñas escamas blanquecinas o de color óxido. En la extremidad de cada tubérculo se dispone una pequeña areola, inicialmente afieltrada, después casi pelada, y la base está provista de una lana blanca, más visible y aparente en las proximidades del ápice. Ésta curiosa morfología sirve de enmascaramiento a la planta en su entorno natural; a veces puede encontrarse hundida en el suelo. Las flores aparecen en la axilas de los tubérculos próximos al centro, poseen un diámetro de 4-5 cm y los segmentos del perianto son grandes, blancos o rosados.

## Cultivo
La multiplicación se hace a partir de semillas.

## Observaciones
Hay otra variedad, A. f. rostratus. Sin embargo, Ariocarpus furfuraceus es considerado por otros autores simplemente como una variedad de Ariocarpus retusus. La temperatura media mínima es de 10 °C. Buen drenaje, riegos escasos y pleno sol.

## Taxonomía
Ariocarpus furfuraceus fue descrita por Sereno Watson y publicado en Annual Report of the Missouri Botanical Garden 9: 130, t. 34. 1898.
Etimología
Ariocarpus: nombre genérico que deriva del griego antiguo: "aria" = (un tipo de roble) y "carpos" = (fruta) debido a la semejanza de la fruta del género en forma de bellota. Otra posibilidad para el origen del nombre es la obra que Scheidweiler hizo del árbol Sorbus aria en el momento en que describió el género Ariocarpus. Él podría haber indicado que el fruto de Ariocarpus se parecen a los frutos del Sorbus aria.
furfuraceus: epíteto
Sinonimia
- Mammillaria furfuracea S.Watson,
- Ariocarpus retusus var. furfuraceus (Wats.) G. Frank
- Anhalonium furfuraceum[3]